# フリヘエ宮殿

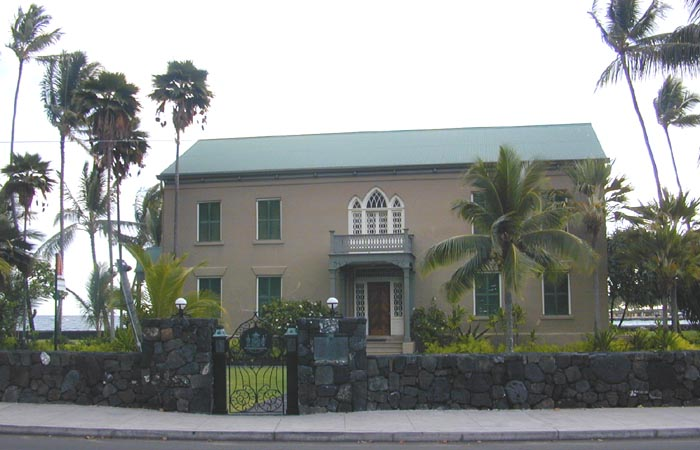
フリヘエ宮殿（ハワイ島）

フリエヘエ宮殿（フリヘエきゅうでん、英語: Hulihe'e Palace）は、アメリカ合衆国ハワイ州カイルア・コナの海岸に建つハワイ王朝時代の宮殿である。1838年にハワイ島の二代目の総督ジョン・アダムス・クアキニ（en:John Adams Kuakini）により建てられて、彼のイギリス風本宅であった。その後所有者が何人かに変わり、建物も変更され、特にカラカウア国王により大改装が行われてほぼ現在の形になった。1925年に女性団体「ドーターズ・オブ・ハワイ」（en:Daughters of Hawaii）が管理するようにハワイ準州政府が買い取って、公開されている。